# Dwars door Vlaanderen 2009
La Dwars door Vlaanderen 2009, sessantaquattresima edizione della corsa, valida come evento dell'UCI Europe Tour 2009 categoria 1.1, si svolse il 25 marzo 2009 su un percorso di 200 km. Fu vinta dal belga Kevin Van Impe, che giunse al traguardo in 4h52'55" alla media di 40,967.
Furono 37 i ciclisti in totale che tagliarono il traguardo.

## Ordine d'arrivo (Top 10)
| Pos. | Corridore         | Squadra      | Tempo    |
| ---- | ----------------- | ------------ | -------- |
| 1    | Kevin Van Impe    | QuickStep    | 4h52'55" |
| 2    | Nico Eeckhout     | An Post      | a 2"     |
| 3    | Tom Boonen        | Quick Step   | a 14"    |
| 4    | Heinrich Haussler | Cervélo      | a 16"    |
| 5    | Stijn Devolder    | Quick Step   | a 48"    |
| 6    | Jaŭhen Hutarovič  | F. des Jeux  | a 1'51"  |
| 7    | Sylvain Chavanel  | Quick Step   | s.t.     |
| 8    | Mathew Hayman     | Rabobank     | s.t.     |
| 9    | Wouter Weylandt   | Quick Step   | s.t.     |
| 10   | Kristof Goddaert  | Topsport Vl. | s.t.     |